# Clint Eastwood (cançó)
|  | Aquest article tracta sobre la cançó de Gorillaz. Si cerqueu l'actor, vegeu «Clint Eastwood». |

"Clint Eastwood" és el primer senzill l'àlbum de debut i homònim de la banda britànica Gorillaz. Es va llançar el marc de 2001 amb la col·laboració de Dan the Automator.

## Informació
La cançó és una mescla de música electrònica, hip-hop i rock amb una línia melòdica similar a la cançó principal de la banda sonora de la pel·lícula El bo, el lleig i el dolent, de la qual Clint Eastwood n'és el protagonista, però el seu nom no està mencionat en la lletra de la cançó. En una entrevista del 2001, Hewlett i Albarn van indicar que no havien rebut cap reacció de l'actor sobre la cançó. Tots dos també van indicar el desig d'enviar a l'actor alguns productes de marxandatge de la banda com a senyal de respecte.
Els versos de rap són cantats per Del tha Funkee Homosapien (Teren Jones), que en el videoclip apareix com un fantasma blau, i 2D (Damon Albarn) s'encarrega de la tornada. La versió original de la cançó (coneguda com a Phi Life Cypher version) no té tornada i hi apareix el cantant anglès Phi Life Cypher. El senzill va vendre gairebé mig milió de còpies al Regne Unit.
El videoclip d'animació fou dirigit per Jamie Hewlett i Pete Candeland. En ell apareixen referències a la banda sonora de la pel·lícula El bo, el lleig i el dolent, als moviments dels zombis de Braindead, a la coreografia del videoclip "Thriller" de Michael Jackson, i al còmic de Resident Evil (2D vesteix una samarreta amb la inscripció T-virus). El videoclip fou guardonat en el Rushes Soho Short Film Festival de l'any 2001.

## Llista de cançons
CD
1. "Clint Eastwood"
2. "Clint Eastwood" (Ed Case Refix Edit)
3. "Dracula"
4. "Clint Eastwood" (Videoclip)

Cassette
1. "Clint Eastwood"
2. "Clint Eastwood" (Ed Case Refix Edit)
3. "Dracula"

12"
1. "Clint Eastwood"
2. "Clint Eastwood" (Ed Case Refix Edit)
3. "Clint Eastwood" ham burger